# Giovanni Caccialupi
Giovanni Caccialupi (Castelnovo ne' Monti, 8 dicembre 1991) è un giocatore di football americano italiano, gioca nel ruolo di cornerback e safety nei Panthers Parma e nella Nazionale italiana.

## Carriera
Scopre il football americano all'età di 13 anni.
Inizia a giocare a football negli Hogs Reggio Emilia, dove militerà fino al 2021, per poi trasferirsi ai Panthers Parma per la stagione IFL 2022.
A Reggio Emilia inizia a giocare nelle giovanili Under 15 BlackHogs e nell'Under 17 RedHogs sia come wide receiver che come cornerback. Dopo la seconda stagione nella compagine reggiana passerà ufficialmente al ruolo di defensive back.
Nella stagione 2008 esordisce in prima squadra nel campionato italiano di football americano NFLI, vincendo il campionato nella finale di Bologna contro i padroni di casa Warriors Bologna per 28-14. Nell'autunno 2008 debutta nel campionato italiano under 21 perdendo la finale di Scandiano contro i Warriors Bologna per 6-7.
Nel 2009 debutta nella massima serie italiana e nella prima competizione europea che vede gli Hogs Reggio Emilia aderire alla FIDAF nel campionato IFL ed alla prima edizione della EFAF Challenge Cup.